# Campeonato Nacional de Bádminton de los Estados Unidos

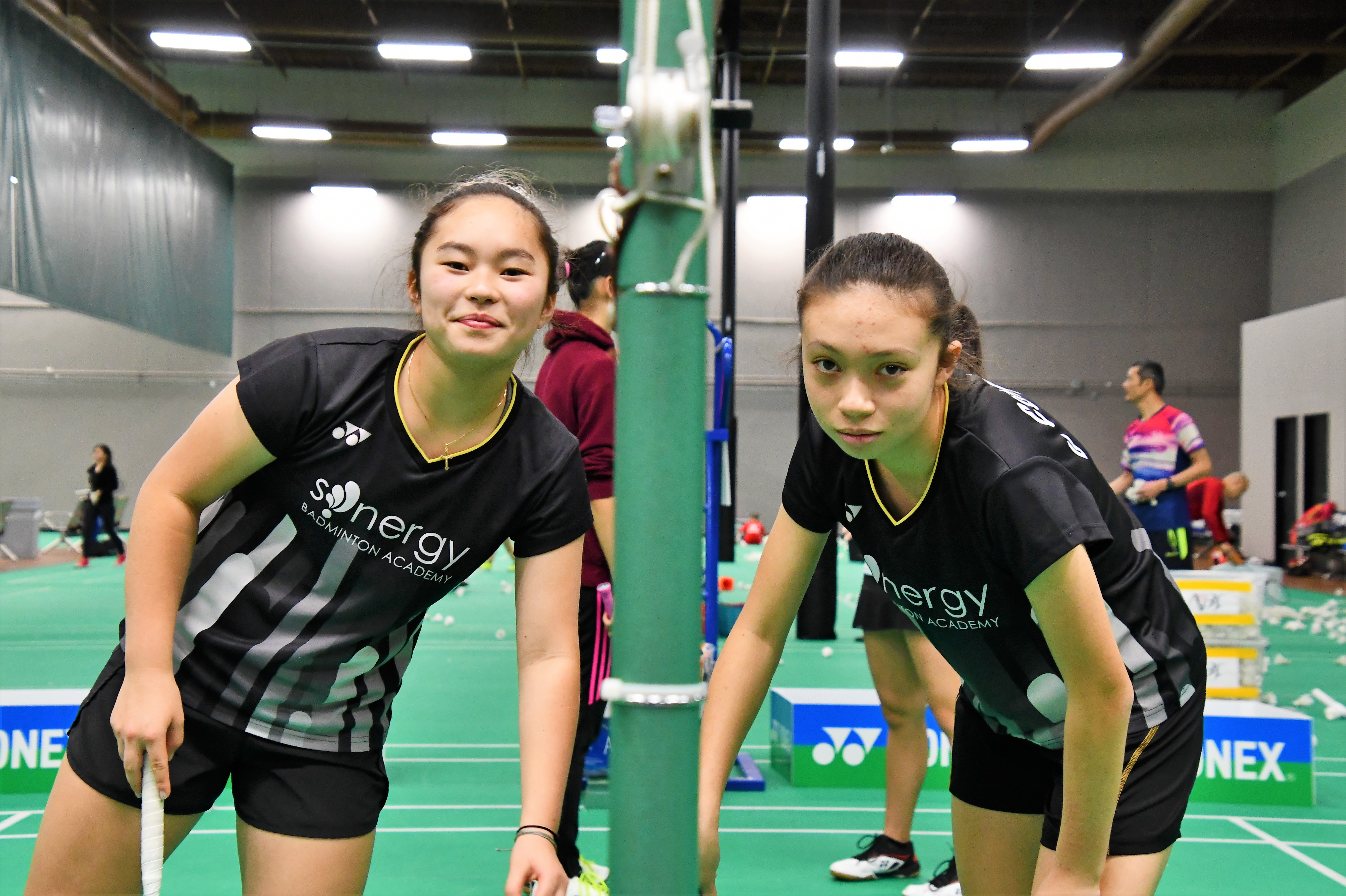
Allison Lee y Francesca Corbett, campeonas nacionales de bádminton EE. UU. 2019.

El Campeonato Nacional de Bádminton de los Estados Unidos es un torneo organizado por la USA Badminton, anteriormente la Asociación de Bádminton de los Estados Unidos, que se celebra anualmente y en el que compiten los mejores jugadores de bádminton de los Estados Unidos.
El torneo se jugó por primera vez en Chicago, en 1937. Actualmente, todos los participantes tienen que ser ciudadanos americanos o haber residido en los Estados Unidos por lo menos 12 meses. Existe aparte el Campeonato Nacional Abierto de Bádminton de los Estados Unidos, que como su nombre lo indica, se encuentra abierto a todos los jugadores de bádminton de primera fuerza, tanto nacionales como extranjeros. La historia de los dos torneos se entrelaza, pues, con anterioridad a 1954, el Campeonato de Bádminton de los Estados Unidos estaba reservado a jugadores americanos o residentes en los Estados Unidos. A partir de 1954 y hasta 1969, el torneo se abrió a la competición extranjera. De 1970 a 1972 se celebraron ambos torneos, pero, en 1973, solamente se celebró un torneo abierto, mismo que se reservó solamente a jugadores americanos en 1974 y 1975. Para 1976, el torneo se celebró abierto a la participación de jugadores extranjeros, pero, de 1977 a 1982, el campeonato se volvió a cerrar para los jugadores extranjeros. Finalmente, en 1983, se decidió realizar ambos torneos, uno nacional y otro abierto a los jugadores extranjeros en diferentes días del año.
La tabla siguiente solamente muestra a los ganadores de los campeonatos nacionales, conocido como el Campeonato Nacional de Bádminton de los Estados Unidos o también como el All-American.

## Ganadores
| Año         | Singles varonil       | Singles femenil     | Dobles varonil                     | Dobles femenil                       | Mixtos                               |
| ----------- | --------------------- | ------------------- | ---------------------------------- | ------------------------------------ | ------------------------------------ |
| 1937        | Walter R Kramer       | Bertha Barkhuff     | Don Eversoll Chester Goss          | Bertha Barkhuff Zoe Smith            | Hamilton B. Law Bertha Barkhuff      |
| 1938        | Walter R Kramer       | Bertha Barkhuff     | Hamilton B. Law Richard O. Yeager  | Helen Gibson Wanda Bergman           | Hamilton B. Law Bertha Barkhuff      |
| 1939        | David G. Freeman      | Mary E. Whittemore  | Hamilton B. Law Richard O. Yeager  | Bertha Barkhuff Zoe Smith            | Richard O. Yeager Zoe Smith          |
| 1940        | David G. Freeman      | Evelyn Boldrick     | David G. Freeman Chester Goss      | Elizabeth Anselm Helen Zabriski Ough | David G. Freeman Sara Lee Williams   |
| 1941        | David G. Freeman      | Thelma Kingsbury    | David G. Freeman Chester Goss      | Thelma Kingsbury Janet Wright        | David G. Freeman Sara Lee Williams   |
| 1942        | David G. Freeman      | Evelyn Boldrick     | David G. Freeman Chester Goss      | Evelyn Boldrick Janet Wright         | David G. Freeman Sara Lee Williams   |
| 1943 – 1946 | No hubo competición   | No hubo competición | No hubo competición                | No hubo competición                  | No hubo competición                  |
| 1947        | David G. Freeman      | Ethel Marshall      | David G. Freeman Webster Kimball   | Thelma Kingsbury Janet Wright        | Wynn Rogers Virginia Hill            |
| 1948        | David G. Freeman      | Ethel Marshall      | David G. Freeman Wynn Rogers       | Thelma Scovil Janet Wright           | Clint Stephens Patricia Stephens     |
| 1949        | Marten Mendez         | Ethel Marshall      | Barney McCay Wynn Rogers           | Thelma Scovil Janet Wright           | Wynn Rogers Loma Moulton Smith       |
| 1950        | Marten Mendez         | Ethel Marshall      | Barney McCay Wynn Rogers           | Thelma Scovil Janet Wright           | Wynn Rogers Loma Moulton Smith       |
| 1951        | Joseph Cameron Alston | Ethel Marshall      | Joe Alston Wynn Rogers             | Dorothy Hann Loma Moulton Smith      | Wynn Rogers Loma Moulton Smith       |
| 1952        | Marten Mendez         | Ethel Marshall      | Joe Alston Wynn Rogers             | Ethel Marshall Beatrice Massman      | Wynn Rogers Helen Tibbetts           |
| 1953        | David G. Freeman      | Ethel Marshall      | Joe Alston Wynn Rogers             | Judy Devlin Sue Devlin               | Joe Alston Lois Alston               |
| 1954 – 1969 | Ver el US Open        | Ver el US Open      | Ver el US Open                     | Ver el US Open                       | Ver el US Open                       |
| 1970        | Stan Hales            | Tyna Barinaga       | Don Paup Jim Poole                 | Tyna Barinaga Caroline Hein          | Jim Poole Tyna Barinaga              |
| 1971        | Stan Hales            | Diane Hales         | Don Paup Jim Poole                 | Caroline Hein Carlene Starkey        | Don Paup Helen Tibbetts              |
| 1972        | Chris Kinard          | Pam Brady           | Don Paup Jim Poole                 | P. Bretzke Pam Brady                 | Thomas Carmichael sen. Pam Brady     |
| 1973        | Ver el US Open        | Ver el US Open      | Ver el US Open                     | Ver el US Open                       | Ver el US Open                       |
| 1974        | Chris Kinard          | Cindy Baker         | Don Paup Jim Poole                 | Pam Brady Diane Hales                | Mike Walker Judianne Kelly           |
| 1975        | Mike Adams            | Judianne Kelly      | Don Paup Jim Poole                 | Diane Hales Carlene Starkey          | Mike Walker Judianne Kelly           |
| 1976        | Chris Kinard          | Pam Brady           | Don Paup Bruce Pontow              | Pam Brady Rosine Lemon               | Mike Walker Judianne Kelly           |
| 1977        | Chris Kinard          | Pam Brady           | Jim Poole Mike Walker              | Diana Osterhues Janet Wilts          | Bruce Pontow Pam Brady               |
| 1978        | Mike Walker           | Cheryl Carton       | John Britton Charles Coakley       | Diana Osterhues Janet Wilts          | Bruce Pontow Pam Brady               |
| 1979        | Chris Kinard          | Pam Brady           | Jim Poole Mike Walker              | Pam Brady Judianne Kelly             | Mike Walker Judianne Kelly           |
| 1980        | Gary Higgins          | Cheryl Carton       | Matt Fogarty Mike Walker           | Pam Brady Judianne Kelly             | Mike Walker Judianne Kelly           |
| 1981        | Chris Kinard          | Utami Kinard        | John Britton Gary Higgins          | Pam Brady Judianne Kelly             | Danny Brady Pam Brady                |
| 1982        | Gary Higgins          | Cheryl Carton       | Don Paup Bruce Pontow              | Pam Brady Judianne Kelly             | Danny Brady Pam Brady                |
| 1983        | Rodney Barton         | Cheryl Carton       | John Britton Gary Higgins          | Pam Brady Judianne Kelly             | Mike Walker Judianne Kelly           |
| 1984        | Rodney Barton         | Cheryl Carton       | Matt Fogarty Bruce Pontow          | Pam Brady Monica Ortez               | John Britton Cheryl Carton           |
| 1985        | Chris Jogis           | Judianne Kelly      | John Britton Gary Higgins          | Pam Brady Judianne Kelly             | Mike Walker Judianne Kelly           |
| 1986        | Chris Jogis           | Nina Lolk           | Matt Fogarty Bruce Pontow          | Linda French Nina Lolk               | Mike Walker Judianne Kelly           |
| 1987        | Tariq Wadood          | Joy Kitzmiller      | Chris Jogis Benny Lee              | Linda French Nina Lolk               | Chris Jogis Linda French             |
| 1988        | Chris Jogis           | Joy Kitzmiller      | Chris Jogis Benny Lee              | Linda French Linda Safarik-Tong      | Chris Jogis Linda French             |
| 1989        | Tariq Wadood          | Linda Safarik-Tong  | Chris Jogis Benny Lee              | Linda French Linda Safarik-Tong      | Tariq Wadood Linda French            |
| 1990        | Chris Jogis           | Linda Safarik-Tong  | Chris Jogis Benny Lee              | Ann French Joy Kitzmiller            | Tom Reidy Traci Britton              |
| 1991        | Chris Jogis           | Liz Aronsohn        | John Britton Tom Reidy             | Ann French Joy Kitzmiller            | Tariq Wadood Traci Britton           |
| 1992        | Chris Jogis           | Joy Kitzmiller      | Benny Lee Tom Reidy                | Ann French Joy Kitzmiller            | Andy Chong Linda French              |
| 1993        | Andy Chong            | Andrea Andersson    | Benny Lee Tom Reidy                | Andrea Andersson Traci Britton       | Andy Chong Linda French              |
| 1994        | Kevin Han             | Joy Kitzmiller      | Benny Lee Tom Reidy                | Andrea Andersson Liz Aronsohn        | Andy Chong Linda French              |
| 1995        | Kevin Han             | Andrea Andersson    | Benny Lee Tom Reidy                | Andrea Andersson Liz Aronsohn        | Andy Chong Linda French              |
| 1996        | Steve Butler          | Zhao Ye Ping        | Kevin Han Tom Reidy                | Ann French Kathy Zimmerman           | Andy Chong Zhao Ye Ping              |
| 1997        | Kevin Han             | Cindy Shi           | Kevin Han Tom Reidy                | Cindy Shi Zhao Ye Ping               | Trisna Gunadi Eileen Tang            |
| 1998        | Kevin Han             | Yeping Tang         | Andy Chong Benny Lee               | Cindy Shi Yeping Tang                | Andy Chong Yeping Tang               |
| 1999        | Kevin Han             | Yeping Tang         | Kevin Han Alex Liang               | Cindy Shi Yeping Tang                | Andy Chong Yeping Tang               |
| 2000        | Alex Liang            | Yeping Tang         | Matt Fogarty Chibing Wu            | Janis Tan Elie Wu                    | Chibing Wu Melinda Keszthelyi        |
| 2001        | Kevin Han             | Meiluawati          | Howard Bach Kevin Han              | Cindy Shi Meiluawati                 | Trisna Gunadi Janis Tan              |
| 2002        | Kevin Han             | Meiluawati          | Howard Bach Kevin Han              | Janis Tan Elie Wu                    | Andy Chong Szilvia Szombati          |
| 2003        | Howard Bach           | Meiluawati          | Tony Gunawan Khan Malaythong       | Meiluawati Etty Tantri               | Raju Rai Etty Tantri                 |
| 2004        | Raju Rai              | Lili Zhou           | Howard Bach Kevin Han              | Yun Peng Lili Zhou                   | Raju Rai Eva Lee                     |
| 2005        | Raju Rai              | Eva Lee             | Howard Bach Khan Malaythong        | Eva Lee Mesinee Mangkalakiri         | Khan Malaythong Mesinee Mangkalakiri |
| 2006        | Raju Rai              | Eva Lee             | Howard Bach Khan Malaythong        | Johannah Lee Yun Peng                | Howard Bach Eva Lee                  |
| 2007        | Howard Bach           | Lee Joo Hyun        | Howard Bach Khan Malaythong        | Yun Peng Lee Joo Hyun                | Howard Bach Eva Lee                  |
| 2008        | Raju Rai              | Lee Joo Hyun        | Howard Bach Khan Malaythong        | Mona Santoso Lee Joo Hyun            | Kowi Chandra Mona Santoso            |
| 2009        | Howard Bach           | Lee Joo Hyun        | Howard Bach Khan Malaythong        | Mona Santoso Lee Joo Hyun            | Howard Bach Eva Lee                  |
| 2010        | Hock Lai Lee          | Eva Lee             | Howard Bach Raju Rai               | Peng Yun Lee Joo Hyun                | Howard Bach Eva Lee                  |
| 2011        | Ilian Perez           | Cee Ketpura         | Howard Bach Tony Gunawan           | Peng Yun Lee Joo Hyun                | Halim Haryanto Ho Eva Lee            |
| 2012        | Sattawat Pongnairat   | Bo Rong             | Kowi Chandra Halim Haryanto Ho     | Peng Yun Lee Joo Hyun                | Peng Yun Holvy De Pauw               |
| 2013        | Hock Lai Lee          | Jamie Subandi       | Christian Christianto Tony Gunawan | Eva Lee Paula Obanana                | Howard Bach Eva Lee                  |
| 2014        | Howard Shu            | Beiwen Zhang        | Mu He Sarun Vivatpatanakul         | Jin Yu Hong Beiwen Zhang             | Mu He Jin Yu Hong                    |